# Sabrina Gonzalez Pasterski
Sabrina Gonzalez Pasterski née le 3 juin 1993 à Chicago est une physicienne américaine, qui étudie la physique des hautes énergies (physique des particules).

## Biographie
Sabrina Gonzalez Pasterski est la fille de Maria E. Gonzalez et Mark Pasterski, avocat et ingénieur, qui l'ont toujours encouragée à aller au bout de ses rêves. À l'âge de 12 ans, elle copilote un FAA1 au meeting aérien d'Oshkosh aux États-Unis,. Entre douze et quatorze ans, elle construit elle-même un avion en kit Zenith CH 601 XL (en). 
En 2015, elle est étudiante de troisième cycle à l'université Harvard où elle prépare un doctorat : elle étudie la théorie des cordes et la physique des hautes énergies en lien avec l'expérience CMS du CERN. Elle fait partie de la première génération cubano-américaine qui termine ses études de premier cycle à l'institut de Technologie du Massachusetts (MIT) : elle obtient son diplôme en trois ans, en 2016, avec la note maximale. En plus de ses collaborations avec Boeing et le CERN, la NASA l’aurait contactée récemment (2017) pour l’embaucher comme chercheuse physicienne.
Après le MIT, elle se dirige vers un doctorat de physique théorique au Centre des lois fondamentales de la nature de l’Université de Harvard. En juin 2019, elle obtient son doctorat à Harvard sous la direction d'Andrew Strominger.[réf. souhaitée]

## Personnalité
« Quand vous êtes fatigué, vous dormez, et quand vous ne l’êtes pas, vous faites de la physique » indique Sabrina Gonzalez Pasterski sur son site web personnel, elle qui a pour centre d'intérêt en dehors de la science « le design, la fabrication, la programmation, le motorcycling, la construction aéronautique », et « trouver l’élégance dans le chaos » en plus de se qualifier de « meilleure joueuse du monde à Speed Demon (en) »,.
En 2015 et en 2017, elle figure dans le classement des 30 personnalités de moins de 30 ans les plus influentes du magazine Forbes.

## Engagement
Œuvrant dans plusieurs pays pour promouvoir la place des femmes dans les études scientifiques, notamment à travers le programme Let Girls Learn, son engagement féministe vaut à Sabrina Gonzalez Pasterski une invitation à la Maison-Blanche sous la présidence de Barack Obama,.

## Distinctions
- 2010 : Illinois Aviation Trades Association Industry Achievement Award[15]
- 2012 : Scientific American 30 under 30[16]
- 2012 : Lindau Nobel Laureate Meetings Young Researcher[16]
- 2013 : MIT Physics Department Orloff Scholarship Award[17]
- 2015 : Forbes 30 under 30[18]
- 2015 : Hertz Foundation Fellowship[19]
- 2017 : Forbes 30 under 30 All Star[20]
- 2017 : Marie Claire Genius Award[21]
- 2017 : Silicon Valley Comic Con Headliner[22]